# 大安売り
『大安売り』（おおやすうり）は、上方落語の演目。勝てない関取と知り合いとのやり取りを題材とする。
長らく埋もれていた演目であったが、1970年代前半に橘ノ圓都から若い世代の落語家に伝えられた。

## あらすじ
近所の若い者が、向こうから通りかかってくる町内出身の関取「玉二つ」に声をかける。
「もし、関取。」

「これはこれは、町内の若い衆でごんすかい。」

「この前の場所はどないでした。」

「いやあ、勝ったり負けたりでごんす。」

「どや、ええ、なかなか言えるもんやないで。こんだけ勝ちましたなんて自慢せえへん。勝ったり負けたり。て、言うことが憎いなあ。こういうの贔屓にしたらなあかん。・・・で、初日はどないでした。」
と聞くが、全戦全敗である。
「せやけど、勝ったり負けたり言うたやないか。」

「いやあ。むこうが勝ったり、こちらが負けたりでごんす。」
「あ・・・そうか。」とあきれてしまう。
では次の場所はどうかと聞くと「全日土つかずで。」との返事。
「おい。えらいがな。こんどはしっかりみんな勝ちよったで。こういうの贔屓にしたらなあかん。」

「いやあ。休場していたのでごんす。」

「ンな。あほな。・・・あんたもう関取やめなはれ。」

「それも考えたのでごんすが、親方に聞くと、お前に今やめられたら困る。お前おらなんだら誰がちゃんこ鍋作るんじゃいときつうとめられました。」
「あ、料理番でかいな。もう情けないなあ。」

「はい。私もこのままではいかんと思い、親方の勧めで、心機一転、シコ名を改めるでごんす。」

「それがええわ。で、どんなシコ名にしたんでっか。」

「はい。親方も色々考えてくれまして、今場所から『大安売り』というシコ名にしたでごんす。」

「何じゃケッタイな名やなあ。『大安売り』て。何でまたそないない名にしたんでっか。」

「これからは誰にでも気前よう負けてあげます。」